# Тёрнрос, Вероника
Вероника Тёрнрос (швед. Veronica Thörnroos; род. 16 июля 1962, Лаппо, Аландские острова) — политический и государственный деятель Аландских островов. Председатель партии «Аландский центр» (2007—2010 и 2017—2024).  В прошлом — председатель (тальман) лагтинга (парламента Аландских островов) (2023—2024), премьер-министр Аландских островов (2019—2023), министр инфраструктуры (2009—2015). Депутат лагтинга в 2003—2011, 2015—2019 и с 2023 года.

## Биография
Родилась 16 июля 1962 года.
По результатам парламентских выборов 19 октября 2003 года избрана депутатом лагтинга. Переизбрана на выборах 21 октября 2007 года.
Председатель партии Рогер Нордлунд объявил об отставке и на партийном собрании 28 ноября 2007 года Вероника Тёрнрос избрана на этот пост. Она получила 59 из 65 голосов, Бритт Лундберг — 5.
После отставки министра инфраструктуры Рунара Карлссона 2 сентября 2009 года назначена на этот пост в коалиционном правительстве под руководством премьер-министра Вивеки Эрикссон.
Работа в правительстве привела к снижению её популярности. 26 ноября 2010 года на выборах председателя партии Харри Янссон получил 30 голосов, а Вероника Тёрнрос — 22.
Переизбрана на парламентских выборах 16 октября 2011 года. Сохранила пост министра инфраструктуры в следующем коалиционном правительстве под руководством премьер-министра Камиллы Гунелл. Правительство ушло в отставку 25 ноября 2015 года.
Переизбрана на парламентских выборах 18 октября 2015 года. 1 ноября избрана первым заместителем председателя лагтинга.
5 декабря 2017 года Вероника Тёрнрос избрана председателем партии «Аландский центр». Она получила 37 голосов, Йёрген Петтерссон — 34.
На парламентских выборах 20 октября 2019 года возглавила список партии «Аландский центр». Партия получила 9 из 30 мест и стала крупнейшей в лагтинге. Вероника Тёрнрос избрана премьер-министром правительства Аландских островов. Вступила в должность 10 декабря. Правительство ушло в отставку 11 декабря 2023 года.
Переизбрана в лагтинг на выборах 15 октября 2023 года. 13 декабря избрана председателем лагтинга. Исполняла обязанности до 11 марта 2024 года.
12 февраля 2024 года ушла в отставку на фоне скандала. Вышла из партии «Аландский центр». Является единственным членом группы Pro Åland в лагтинге.

## Личная жизнь
Тёрнрос замужем за морским капитаном Яном-Тором Тёрнросом. У пары есть три дочери.